# Exechia pulchrigaster
Exechia pulchrigaster är en tvåvingeart som beskrevs av Santos Abreu 1920. Exechia pulchrigaster ingår i släktet Exechia och familjen svampmyggor. Inga underarter finns listade i Catalogue of Life.